# Chorebus flavocinctus
Chorebus flavocinctus är en stekelart som först beskrevs av William Harris Ashmead 1889.  Chorebus flavocinctus ingår i släktet Chorebus och familjen bracksteklar. Inga underarter finns listade i Catalogue of Life.